# Isoferroplatí
L'isoferroplatí és un mineral de la classe dels elements natius. Va ser descobert l'any 1975. S'anomena així per la seva composició i estructura cristal·lina.

## Classificació
Segons la classificació de Nickel-Strunz, l'isoferroplatí pertany al grup 1.AG.35 (1 per a Elements; A per a Metalls i aliatges intermetàl·lics i G per a Aliatges d'elements del grup del platí; el nombre 35 correspon a la posició del mineral dins del grup). En la classificació de Dana el mineral es troba al grup 1.2.5.1 (1 per a Elements natius i aliatges i 2 per a Metalls del grup del platí i aliatges; 5 i 1 corresponen a la posició del mineral dins del grup). Els minerals relacionats segons Nickel-Strunz són: hexaferro, garutiïta, atokita, rustenburgita, zviaguintsevita, taimirita-I, tatianaïta, paolovita, plumbopal·ladinita, estanopal·ladinita, cabriïta, chengdeïta, ferroniquelplatí, tetraferroplatí, tulameenita, hongshiïta, skaergaardita, yixunita, damiaoïta, niggliïta, bortnikovita i nielsenita.

## Característiques
L'isoferroplatí és un mineral de fórmula química Pt₃Fe. Cristal·litza en el sistema isomètric. La seva duresa a l'escala de Mohs és 5.

## Formació i jaciments
L'isoferroplatí ha estat descrit en diverses localitats, d'entre les quals tres es consideren com a localitats tipus: el dipòsit de tipus placer del riu Tulameen, a la Colúmbia Britànica (Canadà); Witwatersrand (Sud-àfrica) i el complex de Stillwater, Montana, EUA. Ha estat descrit a tots els continents menys a Europa ni a l'Orient mitjà.